# Stoned
Stoned (с англ. — «Под кайфом») — загрузочный вирус, вероятно, сделанный в шутку неким студентом из Новой Зеландии. Был впервые обнаружен в феврале 1988 года в Веллингтоне. Если диск заражён вирусом, то с вероятностью один к восьми может появиться надпись «Your PC is now stoned!» или «Your computer is now stoned» (рус. «Твой компьютер теперь под кайфом!»). Если заражён жёсткий диск, а не дискета, то никакого сообщения не появится. Вирус был сильно распространён в Новой Зеландии и в Австралии в начале 1990-х годов. Спустя очень долгое время после своего выпуска вирус заразил биткойн-блокчейн, хотя никакого ущерба это не принесло.

## Вариации вируса
В связи с тем, что даже не знающий программирования человек может изменить выдаваемое сообщение в коде вируса, у этого вируса появились десятки других вариаций. Большинство из них просто выдавали другой текст, хотя были и более выделяющиеся версии, которые делали что-либо ещё или просто получили широкое распространение.

### Flame
Вирус Flame (не путать с другим одноимённым вирусом) при проникновении на диск запоминал месяц, когда он тут появился. Когда месяц менялся, при включении в качестве экрана загрузки выводились языки пламени и перезаписывалась главная загрузочная запись.

### Stoned.A
Выводил на экран призыв легализовать марихуану (англ. Your computer is now stoned.  Legalize Marijuana).

### Stoned.Angelina
Этот вирус был обнаружен в декабре 1997 года и заразил от 10 000 до 100 000 устройств в Германии. Выводил на экран строку «Greetings for ANGELINA !!!/by Garfield/Zielona Gora».